# 勒比松站
勒比松站（法語：Gare du Buisson）是法国的一个铁路车站，位于法国城市勒比松德卡杜安。

## 位置
勒比松站位于勒比松德卡杜安市区的北部，多尔多涅河左岸，尼维尔萨克－阿让铁路557.386公里处，同时也是利布尔讷－勒比松铁路的终点，距离佩里格大约57公里。车站大致呈西北-东南走向，开口朝东北。

## 设施
勒比松站设有人工售票窗口，其开放时间如下：
- 周一：5:50~12:30和13:30~18:30
- 周二至四：6:30~12:30和13:30~18:30
- 周五：6:30~12:30和14:00~20:30
- 周六：9:00~12:30和13:30~17:00
- 周日及节假日：11:00~12:30和13:30~20:00

此外，勒比松站站内还设有自动售票机等设施。

## 停靠线路
以下列车线路在勒比松站停靠：
| 勒比松站列车线路表 |      |                    |                               |                 |
| 线路               | 车种 | 上一站             | 下一站                        | 大致运行频率    |
| 波尔多—萨尔拉      | TER  | 莫扎克/特雷莫拉    | 佩里戈尔地区修拉克/圣西普里安 | 每天5趟左右     |
| 贝尔热拉克→萨尔拉  | TER  | 特雷莫拉           | 佩里戈尔地区修拉克            | 每天1班（单向） |
| 佩里格—阿让        | TER  | 拉比格             | 佩里戈尔地区修拉克            | 每天4趟左右     |
| 佩里格—勒比松      | TER  | 拉比格             | （终点）                      | 每天1~2趟       |
| 蒙桑蓬利博→勒比松  | TER  | 佩里戈尔地区修拉克 | （终点）                      | 每天1班（单向） |
| 1. 2. 3. 4.        |      |                    |                               |                 |

## 配套交通

### 长途客车
勒比松站附近暂无常规客运线路经过，当某条铁路线施工或罢工时，SNCF可能会提供途径该线路沿途站点的临时大巴车。

### 市内交通
勒比松站附近暂无城市公共交通线路。

### 社会车辆
勒比松站门口设有社会车辆停车场。

## 临近车站
| 勒比松站（Gare du buisson）    |                      |                      |
| 上行车站                       | 线路                 | 下行车站             |
| 特雷莫拉站                     | 利布尔讷－勒比松铁路 | （终点）             |
| 勒比格站                       | 尼维尔萨克－阿让铁路 | 佩里戈尔地区修拉克站 |
| - 本表仅显示运营中的线路及车站 |                      |                      |